# David Rees (escritor)
David Bartlett Rees (1936 - 1993) es un autor y profesor británico. Muchos de sus trabajos fueron escritos para niños y jóvenes. Entre sus libros se encuentra The Exeter Blitz obra por la que en 1978 se le entregó el premio Carnegie Medal.

## Biografía
David Rees nació en Subirton, un área suburbana de Londres, en 1936. Asistió en Wimbledon al King's College School, que es la parte encargada de la enseñanza de niños del prestigioso King's College de Londres, y luego al Queens' College, Cambridge, colegio que forma parte de la Universidad de Cambridge. Allí obtuvo en 1958 la licenciatura y el Máster en Artes en 1961. Trabajó como maestro de escuela antes de ser profesor en el colegio St. Luke's en 1968. Diez años después se convertiría en profesor en educación cuando el colegio pasó a ser parte de la Universidad de Exeter, donde permaneció hasta 1984, cuando decidió dedicarse a escribir a tiempo completo. En 1985 fundó la editorial Third House con su colega Peter Robins. Su autobiografía, Not for your hands (No por tus manos), fue publicada en 1992.
Mucho de su trabajo puede ser clasificado como literatura juvenil. Algunas de sus historias son  contemporáneas, otras históricas. Sus libros Quintin's Man y In the tend fueron los primeros libros publicados en Inglaterra con personajes adolescentes  y el protagonista gay. The milkman's on His Way fue citado en el Parlamento Británico por un defensor del Artículo 28, como promotor de la homosexualidad.
Publicó dos colecciones de ensayos sobre autores contemporáneos de literatura juvenil, The marble in the water y Painted Desert, Green Shade.
Pese a haber estado enfermo del VIH/SIDA, nunca dejó de escribir hasta el momento de su muerte, en 1993.